# Знобищева, Мария Игоревна
Мария Игоревна Знобищева (род. 25 мая 1987, Тамбов) — российская поэтесса, писательница, филолог. Член Союза писателей России с 2006 года. Лауреат премии Лермонтова (2011), дипломант Волошинского фестиваля. Кандидат филологических наук.

## Биография
Родилась в Тамбове 25 мая в 1987 году. После завершения обучения в школе № 24 города Тамбова, поступила учиться в институт филологии Тамбовского государственного университета им. Г. Р. Державина, который успешно окончила. Защитила диссертацию на соискание степени кандидата филологических наук, на тему: «Гоголь в художественном сознании Есенина: философия и поэтика русского пространства». С восьмилетнего возраста начала писать стихи, а в десять стала активной участницей всех мероприятий и членом литературно-творческого объединения «Тропинка» при Тамбовской областной детской библиотеке.
С 2001 года Мария неоднократно становилась лауреатом, дипломантом и победителем многих литературных конкурсов для юных поэтов. Она лауреат Первого Всероссийского конкурса юных поэтов «Моя мечта — моя Россия» и дипломант Всероссийского открытого конкурса «Моя любимая бабушка». В октябре 2005 года поэтесса стала стипендиатом V Форума молодых писателей России. В 2007 году Мария на Всероссийском фестивале «Есенинская весна» стала лауреатом.
Член Союза писателей России с 2006 года. Её литературные работы публиковались в журналах: «Наш современник», «Подъём», «Волга — XXI век», «Вопросы литературы», «Крещатик», в «Литературной газете» и других изданиях. Автор нескольких поэтических сборников и многих литературоведческих статей, в том числе о поэте Макарове А. М.
Является Президентом литературного клуба «Свеча» при Центральной детской библиотеке имени Н. К. Крупской города Тамбова, в Центральной детской библиотеке имени С. Я. Маршака руководит детской поэтической студией «Ступени».
Знобищева в 2011 году стала лауреатом Всероссийской литературной премии имени М. Ю. Лермонтова, также она лауреат премии имени Ю. П. Кузнецова журнала «Наш современник», является дипломантом Международного Волошинского фестиваля. Постоянная участница и стипендиат V, VIII, ХII, XV Форумов молодых писателей России.
Проживает в Тамбове.

## Награды и премии
- 2011 — лауреат Всероссийская литературная премия имени Михаила Юрьевича Лермонтова;
- дипломант Волошинского фестиваля;
- премия имени Ю. П. Кузнецова журнала «Наш современник».